# Gonodontis orthotoma
Gonodontis orthotoma är en fjärilsart som beskrevs av Oswald Beltram Lower 1895. Gonodontis orthotoma ingår i släktet Gonodontis och familjen mätare. Inga underarter finns listade i Catalogue of Life.